# 자기애 분노와 자기애 손상
자기애 분노(自己愛憤怒, Narcissistic rage)는 자기애자(narcissist)의 자존심 혹은 자기 가치감에 위협이라고 인식되는 자기애 손상(Narcissistic injury)에 대한 반응으로서 생기는 격렬한 분노이다. 자기애적 분노라고도 불린다. 자기애 손상은 지그문트 프로이트에 의해서 1920년대에 이용된 용어이다. 자기애적 분노라는 용어는 하인츠 코헛(Heinz Kohut)에 의해서 1972년에 만들어졌다.
프로이트는 "사랑의 상실(losses in love)"과 "실패로 인한 상실(losses associated with failure)"은 개인의 자아존중감(self-regard) 손상을 남기기도 한다고 하였다.

## 특징
자기애적 분노는, 무관심으로부터 비교적 경도의 초조함 및 당혹이라는 예로부터, 폭력적 공격을 포함한 격렬한 감정 폭발에 이르기까지의 연속체상에 생긴다. 자기애적 분노는 인격 장애에 한정하지 않고, 조현병이나 편집적 망상, 또 주요 우울 장애에서도 똑같이 볼 수 있는 경우가 있다.

### 자기 쾌락 우선
'자아중심적인 인간은, 자신의 이익이나 쾌락을 우선하므로, 그 과정에서 다른 사람을 상처 입힐 가능성이 높다'. 자기중심적인 인간에게는, 다른 사람을 너무 신경쓴 나머지 공격적으로 되는 자기애자와 다른 사람의 평가가 정말로 전혀 신경이 쓰이지 않기 때문에 자신의 욕망을 타인에게 강요할 수 있는 사이코 패스의 2개의 타입이 있다. 자기애 분노는, 전자가 가지는 분노. 자기애자는, 주관적 평가보다 조금이라도 낮은 평가나 푸대접을 다른 사람으로부터 받은 바로 그때 분노를 폭발시켜, 공격 행동에 결합된다.

### 공격 행위
공격 행동은, '다른 사람에게 위해를 주려는 의도적 행동'. 공격 행동에는 2개의 포인트가 있어, '행위자 본인에게 상대를 해치려는 의도가 있을까 없을까, 피해자 본인에게 뜻에 반해 해쳐졌다고 하는 의식이 있을까 없을까' '제삼자가 봐 공격하고 있다고 보일지'라는 점과 위해를 주려 하고 있다는 점이다 (미수인가, 완수할 수 있었는가는 관계없다). '다른 사람을 상처 입히는 행위'여도, 예를 들어 외과 수술, 격투기, 자상 행위, 새디스트-매저키스트의 관계, 무엇인가의 사고의 경우는, 각각, 상처를 더하는 측의 목적이 '피해자'의 치료로 '피해자'의 목적도 같을, 싫어하고 있는 것을 무리하게 링에 인상 당한 것은 아닌, 행위자와 피해자가 동일 인물, 행위를 받는 인물이 사태를 피하려고 없는, 가해자의 의도한 행동으로네의 것으로, 사회심리학에서 말하는 '공격 행동'이 아니다.

## 자기애 손상의 징후
처음 봤을 때 자기애 손상은 눈에 띄지 않을 수도 있다. 자기애 손상은 비판, 상실, 심지어 유기(abandonment)된다는 감정의 결과일 수 있다. 자기애성 성격장애 진단을 받은 이들은 어떤 비판을 받으면 과도하게 방어하거나 공격하는 듯이 보인다. 일반인들은 자신의 취약성(vulnerability)을 표현하여 반응하는 반면, 자기애성자를 다루는 이들은 그 반대로 행동하여, 내면에 상처를 입었음에도 겉으로는 자기애성자처럼 보이게 한다. 자기애 손상에 대한 반응은 이런 문제를 직면하는 이들의 실제 느낌을 감추는 것이다.
자기애성자와 관련 없는 이들에게 있어, 자기애 손상은 자기애성자들이 가스라이팅을 하고 있거나 문제를 타인에게 전가하는 것처럼 보일 것이다. 자기가 듣고 싶지 않은 이야기를 듣는 것을 받아들이기 거부하기 때문에, 자기애성자는 타인을 조종하고 공격하는 것처럼 보일 것이다. 자기애 손상을 대처하는 이들은 자기애성자로부터 언어로 공격받는 이들에게 이는 하나의 성격장애라는 것을 분명하게 인지시키는 것이 중요하다. 이는 또다른 사람에게 모욕적인 형태로 드러날 때에도 그렇게 해야 하는 것이다.
실패하면 사랑과 애착을 그만큼 덜 받게 된다고 배운 아동은 완벽에 더 집착하고 자기애성 성격장애를 발달시킬 가능성이 더 높다. 아동 양육에서의 자기애(self-love)와 무조건적 사랑(unconditional love)의 중요성은, 어떤 상황에서든 혹은 결과가 좋든 안 좋든 상관 없이 아동 자신의 느낌은 가치가 있다는 것을 아동에게 보여주는데 도움된다.
프로이트의 책에 등장하는 "초기 자아의 상처(자기애성향의 손상)(early injuries to the self (injuries to narcissism))"이라는 개념은 수많은 정신분석학자들이 확대 생산하였다. 칼 에이브러햄(Karl Abraham)은 성인 우울증을 해결할 열쇠를 자기애 보급품(narcissistic supply)의 상실을 통하여 자기애성향을 박살낸 어린 시절의 경험으로부터 발견하였다. 오토 페니첼(Otto Fenichel)은 우울증 환자에게서의 자기애 손상의 중요성을 확인하고 경계선 성격장애를 포함하여 이러한 분헉을 확장하였다.
에드먼드 버글러(Edmund Bergler)는 자기애성자에게 있어 영아적 전능(infantile omnipotence)과 자기애성 전능(narcissistic omnipotence)의 감각이 박살 났을 때에 몰려오는 격노의 중요성을 강조하였다. 애니 라이히(Annie Reich)는 자기애성향에 강력한 타격이 가해져 자기애성자의 자아 이상(ego ideal)과 현실 간의 간극을 드러낼 때에 수치감이 격노에 기름을 붓는 방식을 강조하였다. 반면 자크 라캉(Jacques Lacan)은 프로이트의 자기애 손상을 라캉의 자기애성 거울 단계(narcissistic mirror stage)와 연결지었다.
마지막으로, 대상 관계 이론(object relations theory)은 아동적 전능(childhood omnipotence)이 너무나도 갑자기 차단되었을 때에 환자가 자신을 나쁘다고 여기게 만드는 초기 환경의 문제에 대한 격노를 강조한다.
1. 방어적으로 된다. 자기애성자의 느낌이 상처받으면 이들은 적개심으로 반응하고 원한을 품는다. 이는 타인에 대한 정서적 반응의 잘못된 이해를 갖고 있기 때문이다. 이들은 자신의 사고 처리 과정으로 인하여 타인의 느낌에 상처를 줬을 때에 공감능력은 없다. 이들은 대결을 싫어한다. 그들의 높은 자아(ego)는 채워져야 할 필요가 있지만, 그 원인 깊숙한 곳에는 이들 내면의 불안정성 때문이다. 자기애성자가 원하는 것이 장벽에 부딪치면 이들은 분노로 행동할 수 있다. 이는 학대의 경험에서 나온 것일 수도 있기에 이들은 내면화된 트라우마(internalized trauma)를 타인에게 투사(project)하는 것이다.[22]
2. 자기애성자는 자신감이 결여되어 있으며, 그것은 관계에 투사된다. 질투는 신경적 불안정성에 기반한다. 소유욕(possessiveness)의 사례로는 타인이 가져간 관심으로 인한 질투, 누군가 파트너를 데려갈 것이라는 걱정이 있다. 이들의 높은 소유욕은 높은 수준의 질투에서 비롯된다. 이들의 소유욕은 파트너나 친구 등에게 가학 성향을 보이게 할 것이다.[23]
3. 철수(Withdrawal)는 자기애성자가 중대한 실패를 겪었을 때에 정서적 반응을 일으킬 수 있다. 이러한 붕괴는 자기애성자들이 외부 비준(external validation)을 받을 자격이 있다고 생각하여 외부 비준이 이들에게 정서적 고통을 야기하여 분노로 표출하게 하는 것과 대립한다. 실패는 이들에게 강렬한 좌절을 느끼게 한다.[24]
4. 극단적인 감정 기복. 분노 분출이나 침묵은 자기애성 성격장애자에게 흔히 나타난다. 이것에 영향을 줄 수 있는 일부 경험은 자존감에 대한 위협이거나, 혹은 이들 자신이 받아야 한다고 생각하는 관심이나 원하는 것이 주어지지 않을 때이다. 감정 기복은 자기애성자의 인지라 반대 신념과 충돌하여 분노로 반응할 때 촉발된다.[25]
5. 힘의 불균형(power imbalance) 느낌. 자기애성자는 강력한 열등감에 괴로워하며 자신이 충분히 이뤄왔다는 것을 스스로 설득시키느라 힘들어 한다. 자기애성자는 타인에 대한 관심이 없고 오로지 원하는 것만을 요구한다. 관계에서 자기애성자의 파트너는 가스라이팅, 고스팅(ghosting) 이른바 잠수, 조종을 겪는다.[26][27]

## 완벽주의
자기애자는 거짓 완벽주의자(pseudo-perfectionist)이고 자신이 관심의 중심에 있는 상황을 만든다. 자기애자가 자신을 완벽하게 보이게 하려는 시도는 과대한 자아상(grandiose self-image)에 필요하다. 완벽에 대한 인지 상태가 이뤄지지 않으면, 자기애자는 자신이 불완벽하면 타인의 칭찬과 사랑을 잃는다고 믿기 때문에, 죄책감(guilt), 수치심(shame), 분노(anger), 불안(anxiety)을 야기할 수 있다.
일부 아동은 사랑은 조건적이라고 믿으며 양육되기에, 이들에게는 완벽해야 한다는 강박이 일상 생활이 되었다. 그 결과 삶의 어느 한 단계에서 이들이 실패를 겪게 되면 아이는 더 이상 자신이 수용되지 않는 것처럼 느끼고 자기애 손상을 입게 된다.
완벽주의로 인하여 아이가 자기애 손상을 보이는 원인 사례로는 시험 실패, 경쟁에서의 패배, 수용의 거부당함, 타인과의 대화 거절, 건설적 비판이 있다.
이런 완벽주의를 배후에 있어, 자기 심리학(self psychology)은 과대자기(grandiose self)의 트라우마적 손상을 먼저 보았을 것이다.
연구에서, 과대성 자기애자(grandiose narcissist)는 완벽이라는 것을 지지하고 타인으로부터의 비이성적인 것을 기대하면 비현실적 야망을 목표로 일한다는 것이 밝혀졌다. 또한 연구에서 취약성 자기애자(vulnerable narcissist)는 의도적으로 무오류성(infallibility)이라는 이념을 기르고 결점을 숨겨 타인의 요구라고 인식한 것을 충족시키고자 한다는 것을 밝혔다.

## 치료
아담 필립스(Adam Phillips)에 따르면, 상식적으로 기대하는 바와 반대로, 치료는 환자가 부모에게 배척받는 아이의 경험이라는 "심각한 자기애 손상(a terrible narcissistic wound)"을 재경험하여 기반이 되는 "인생의 진리(facts of life)"가 주는  전능 상실(loss of omnipotence)이 약해지는 것을 타협하여 받아들이고 다시 배우도록 권장받는 것이다.

## 같이 보기
- 과민반응
- 나르시시즘
- 메타인지치료(상위인지모형)
- 성인 애착
- 자기애
- 자기애 굴욕
- 자기애 방어
- 자기애 보급품
- 자기애성 성격장애
- 자기애 철수
- 조현병
- 피해망상
- 학대
- 히키코모리
- 자기애적 분노(Narcissistic Rage)

### 인물
- 오토 컨버그
- 지그문트 프로이트
- 하인츠 코헛